# National Trust for Places of Historic Interest or Natural Beauty
De National Trust, of voluit National Trust for Places of Historic Interest or Natural Beauty, (Welsh: Yr Ymddiriedolaeth Cenedlaethol) is een charitatieve instelling in het Verenigd Koninkrijk, opgericht in 1895, met als doelstelling het behoud van "plaatsen van historisch belang of natuurlijke schoonheid" in Engeland, Wales en Noord-Ierland. In Schotland bestaat de National Trust for Scotland. Het werk van de National Trusts is ten dele te vergelijken met dat van Monumentenzorg en de Vereniging Natuurmonumenten in Nederland.
De organisatie is volkomen onafhankelijk van de overheid. Het inkomen bestaat uit entreegelden, abonnementen van de 3½ miljoen leden, donaties en legaten en de winst die wordt behaald bij commerciële nevenactiviteiten. Het dagelijks werk is grotendeels in handen van meer dan 42000 vrijwilligers. De instelling heeft bezittingen op letterlijk duizenden locaties, zoals 350 historische huizen, tuinen, fabrieken en molens, waar ze jaarlijks 14 miljoen betalende bezoekers ontvangt. Namens anderen en met lokale partners beheert ze bossen, moerassen, meren, eilanden, stranden, boerenland en archeologisch erfgoed. Het totale oppervlak van het onroerend goed van de National Trust bedraagt 2520 km², dat is bijna 1,5% van Engeland, Wales en Noord-Ierland samen.
Halverwege de 20e eeuw ontstond een gerichtheid op landhuizen en landgoederen, naarmate de financiële en arbeidsintensieve lasten van dergelijke bezittingen voor meer mensen een probleem werd. Na de beurskrach van oktober 1929 kon de Trust bijvoorbeeld het dorp West Wycombe in Buckinghamshire inclusief West Wycombe Park overnemen van de adellijke familie Dashwood. Ook het dorp Lacock in Wiltshire is vrijwel volledig in bezit van de National Trust. Door de erfenis na het overlijden van Beatrix Potter in 1943 ontving de National Trust een van hun grootste donaties aller tijden. De Trust zette Potters werk ten behoeve van natuurbehoud voort en is daardoor eigenaar van 91 landerijen in het Lake District, met in sommige daarvan nog de traditionele kuddes Herdwick schapen, een ras waarop Potter zich speciaal toelegde bij haar schapenfokkerij.
National Trust wil 20 miljoen bomen planten tot het jaar 2030. Voor 5 Britse pond is het mogelijk om een boom te doneren. Deze herinneringsboom kan op een zelfgekozen plek worden geplant.
De organisatie is geregistreerd als "registered charity no. 205846".

## Meest bezochte plaatsen
In het boekjaar 2005/2006, dat eindigde op 28 februari 2006, worden 70 plaatsen genoemd die meer dan 70.000 bezoekers verwelkomden. De top 3 is ongewijzigd sinds het vorig jaar:
1. Wakehurst Place 423,819 bezoekers
2. Stourhead House & Garden 344,179
3. Fountains Abbey & Studley Royal 312,326
4. Waddesdon Manor 310,555
5. Polesden Lacey 288,119
6. St Michael's Mount 197,874
7. Lanhydrock 187,525
8. Chartwell 186,699
9. Sheffield Park Garden 185,351
10. Corfe Castle 173,829
11. Cliveden 173,550
12. Kingston Lacy 173,399
13. Sissinghurst Castle Garden 171,710
14. Larrybane 168,647
15. Belton House 167,417
16. Bodiam Castle 165,911
17. Anglesey Abbey 164,786
18. Cragside House 163,502
19. Nymans Garden 162,399
20. Penrhyn Castle 161,042
21. Attingham Park 157,812
22. Wallington 153,359
23. Bodnant Garden 149,912
24. Killerton 132,853
25. Mottisfont Abbey 125,053
26. Hidcote Manor Garden 125,029
27. Wimpole Home Farm 123,485
28. Hardwick Hall 123,360
29. Claremont Landscape Garden 121,894
30. Ightham Mote 118,316
31. Dunster Castle 117,994
32. Castle Drogo 117,400
33. Dyrham Park 116,321
34. Dunham Massey 115,749
35. Mount Stewart 115,653
36. Ickworth House, Park & Garden 115,265
37. Trelissick Garden 114,904
38. Sudbury Hall & Museum of Childhood 111,447
39. Brownsea Island 110,907
40. Stowe Landscape Gardens 109,767
41. Erddig 108,478
42. Baddesley Clinton 106,549
43. Quarry Bank Mill 104,386
44. Gibside 104,220
45. Montacute House 102,927
46. Snowshill Manor 101,187
47. Blickling Hall 99,789
48. Calke Abbey 96,238
49. Powis Castle 95,900
50. Charlecote Park 94,602
51. Shugborough 93,166
52. Beningbrough Hall 91,867
53. Chirk Castle 91,691
54. Petworth House & Park 91,414
55. Sutton Hoo 91,293
56. Lacock Abbey 90,483
57. Cotehele House 87,930
58. Knightshayes Court 86,832
59. Kedleston Hall 84,809
60. Fox Talbot Museum, Lacock 84,282
61. Speke Hall 82,599
62. Lyme Park 82,171
63. Lindisfarne Castle 81,487
64. Wimpole Hall 78,523
65. Knole 77,472
66. The Vyne 76,552
67. Plas Newydd 76,130
68. Winkworth Arboretum 74,709
69. Ham House 72,254
70. Bateman's 71,618